# Редвуд (округ, Міннесота)
Шаблон:StateAbbr_ 44°24′ пн. ш. 95°15′ зх. д. / 44.4° пн. ш. 95.25° зх. д.
Округ  Редвуд (англ. Redwood County) — округ (графство) у штаті  Міннесота, США. Ідентифікатор округу 27127.

## Історія
Округ утворений 1862 року.

## Демографія
За даними перепису 
2000 року 
загальне населення округу становило 16815 осіб, зокрема міського населення було 5229, а сільського — 11586.
Серед мешканців округу чоловіків було 8393, а жінок — 8422. В окрузі було 6674 домогосподарства, 4526 родин, які мешкали в 7230 будинках.
Середній розмір родини становив 3,02.
Віковий розподіл населення поданий у таблиці:
| Стать    | До 15 років | 15-21 | 22-29 | 30-39 | 40-49 | 50-65 | 65-85 | Понад 85 |
| -------- | ----------- | ----- | ----- | ----- | ----- | ----- | ----- | -------- |
| Чоловіки | 1812        | 904   | 631   | 1121  | 1223  | 1326  | 1171  | 205      |
| Жінки    | 1706        | 720   | 619   | 1013  | 1165  | 1322  | 1491  | 386      |

## Суміжні округи
- Ренвілл — північний схід
- Браун — схід
- Коттонвуд — південь
- Маррей — південний захід
- Лайон — захід
- Єллоу-Медісін — північний захід

## Виноски
1. ↑  US Decennial Census. US Census Bureau. Процитовано 24 жовтня 2014.
2. ↑  Historical Census Browser. University of Virginia Library. Архів оригіналу за 11 серпня 2012. Процитовано 24 жовтня 2014.
3. ↑  Population of Counties by Decennial Census: 1900 to 1990. US Census Bureau. Процитовано 24 жовтня 2014.
4. ↑  Census 2000 PHC-T-4. Ranking Tables for Counties: 1990 and 2000 (PDF). US Census Bureau. Процитовано 24 жовтня 2014.
5. ↑  State & County QuickFacts. Бюро перепису населення США. Архів оригіналу за 9 січня 2016. Процитовано 1 вересня 2013.(англ.) Наведено за англійською вікіпедією.
6. ↑  American FactFinder. Бюро перепису населення США. Архів оригіналу за 26 лютого 2012. Процитовано 31 січня 2008.

| США | Це незавершена стаття з географії США. Ви можете допомогти проєкту, виправивши або дописавши її. |